# Hexafluorure de plutonium
L’hexafluorure de plutonium est un composé chimique de formule PuF6. Il s'agit d'un solide cristallisé rouge brunâtre, légèrement volatil, fortement corrosif et radioactif. Il reste stable à l'air sec, mais réagit violemment avec l'eau. Dans des conditions de pression normales, il fond à 52 °C et s'évapore à 62 °C. C'est le seul composé du plutonium facilement obtenu sous forme gazeuse. On le produit généralement en faisant réagir du tétrafluorure de plutonium PuF4 avec du fluor F2.
Son point d'ébullition très bas le rend particulièrement intéressant pour les techniques de séparation isotopique par laser sur vapeur atomique visant à concentrer le plutonium 239 produit par irradiation de l'uranium. Il est assez difficile à manipuler en raison de sa nature corrosive et de sa tendance à l'autoradiolyse.

## Production
On prépare l'hexafluorure de plutonium par fluoration du tétrafluorure de plutonium PuF4 sous l'effet de fluor F2 pur, :
PuF4 + F2 ⟶ PuF6, ΔH = 25,48 kJ/mol,.
La réaction est endothermique. Le produit se forme relativement rapidement à des températures de 750 °C. On peut obtenir des rendements élevés si l'hexafluorure de plutonium est rapidement condensé et ainsi retiré de l'équilibre. Cette réaction est semblable à celle convertissant le tétrafluorure d'uranium UF4 en hexafluorure d'uranium UF6 à 300 °C et le tétrafluorure de neptunium NpF4 en hexafluorure de neptunium NpF6 à 500 °C.
Il est également possible de le produire par fluoration de trifluorure de plutonium PuF3 et de dioxyde de plutonium PuO2 :
2 PuF3 + 3 F2 ⟶ PuF6 ;
PuO2 + 3 F2 ⟶ PuF6 + O2.
Le trifluorure de plutonium PuF3, l'oxalate de plutonium Pu2(COO)2 et le dioxyde de plutonium PuO2 donnent également de l'hexafluorure de plutonium PuF6 lorsqu'ils sont placés dans un flux de fluorure d'hydrogène HF et d'oxygène O2 aux environs de 700 °C. Le tétrafluorure de plutonium PuF4 réagit quant à lui avec l'oxygène pour former du PuF6 à 800 °C :
3 PuF4 + O2 ⟶ 2 PuF6 + PuO2.
La synthèse d'hexafluorure de plutonium est possible à température ambiante, voire en dessous, à l'aide de difluorure de krypton KrF2 ou de difluorure de dioxygène O2F2,, ainsi que par irradiation à la lumière ultraviolette.

## Propriétés
L'hexafluorure de plutonium condensé à −180 °C et scellé sous vide est une substance cristallisée incolore semblable à l'hexafluorure d'uranium UF6, mais qui vire au brun-rouge à température ambiante. Il fond à 52 °C et bout à 62 °C à pression atmosphérique. Le point triple, auquel les trois états solide, liquide et gazeux coexistent à l'équilibre, se trouve à 51,58 °C et 71 kPa : à une pression inférieure, l'hexafluorure de plutonium passe directement de l'état solide à l'état gazeux par sublimation. La volatilité du PuF6 est semblable à celles de l'UF6 et du NpF6. L'entropie de formation S0m du PuF6 solide vaut 221,8 ± 1,1 J/K/mol tandis que celle du PuF6 gazeux vaut 368,9 ± 1,0 J/K/mol. Le PuF6 solide est paramagnétique, avec une susceptibilité magnétique molaire χmol de 173 × 10−6 cm3/mol à 22 °C.
L'hexafluorure de plutonium est un composé covalent et non un sel (composé ionique). Il cristallise dans le système orthorhombique avec le groupe d'espace Pnma (no 62) et comme paramètres cristallins a = 995 pm, b = 902,0 pm, c = 526,0 pm et Z = 4. Sous forme gazeuse, il se présente avec des molécules octaédriques régulières et donc de symétrie Oh ayant une longueur de liaison Pu–F uniforme de 197,1 pm.
L'hexafluorure de plutonium est stable au contact de l'air sec mais réagit très violemment au contact de l'eau, et donc de traces d'humidité, en donnant du fluorure de plutonyle PuO2F2 avec libération de fluorure d'hydrogène HF, :
PuF6 + 2 H2O ⟶ PuO2F2 + 4 HF.
Il peut être conservé très longtemps à température ambiante dans des ampoules en verre de quartz ou en pyrex scellées si l'on s'est préalablement assuré d'en avoir éliminé toute trace d'humidité, que le verre lui-même est exempt de toute inclusion gazeuse et que toute trace de fluorure d'hydrogène a été supprimée. Il peut être entièrement réduit en PuO2 par le monoxyde de carbone CO issu d'une flamme de méthane dans l'oxygène.
L'hexafluorure de plutonium se décompose en tétrafluorure de plutonium PuF4 en libérant du fluor F2 :
PuF6 ⟶ PuF4 + F2.
La décomposition thermique en PuF4,,, ne s'amorce pas à température ambiante mais survient très rapidement à 280 °C. Il subit également une autoradiolyse, c'est-à-dire une décomposition sous l'effet de sa propre radioactivité, en donnant du PuF4 et du F2,,. Les particules α émises par radioactivité α tendent à cliver les liaisons dans le réseau cristallin et à décomposer PuF6 en F2 et des fluorures de plutonium inférieurs. Le taux d'autoradiolyse α du plutonium 239 est de l'ordre de 1,5 % par jour à l'état solide, mais est sensiblement plus faible à l'état gazeux,. L'hexafluorure de plutonium est également décomposé par les rayons γ.
Le PuF6 et le NpF6 sont tous deux photosensibles et se décomposent en F2 et respectivement en PuF4 et NpF4. Sa décomposition sous l'effet d'un rayonnement électromagnétique de longueur d'onde 337 nm (laser à azote (en)) donne du  pentafluorure de plutonium PuF5 et du fluor selon un rendement décroissant jusqu'à 520 nm. Une bande d'absorption à 564,1 nm conduit également à une photolyse rapide dans cette zone.

## Applications
L'hexafluorure de plutonium intervient dans l'enrichissement du plutonium en isotope fissile 239Pu, dont la demi-vie est de 24 110 ans, à partir d'uranium irradié. De plus, afin de produire du plutonium de qualité militaire, il est nécessaire d'éliminer les impuretés de 241Pu, dont la demi-vie est de 14,35 ans, car ce dernier génère suffisamment de neutrons par fission spontanée pour déclencher des réactions en chaîne de fission nucléaire intempestives, et forme par radioactivité β de l'américium 241, émetteur de rayons γ. La séparation du plutonium de l'américium est réalisée par réaction avec le difluorure de dioxygène O2F2. Le PuF4 stocké est fluoré à température ambiante afin d'obtenir du PuF6 gazeux qui est séparé et réduit ultérieurement en PuF4 : l'AmF4 stocké avec le PuF4 initial n'est pas converti en composé gazeux et enrichit donc en américium la fraction de plutonium solide qui n'a pas été préalablement fluorée.
L'hexafluorure de plutonium intervient également dans la séparation du plutonium et de l'uranium par les procédés de traitement du combustible nucléaire usé,,,. À partir de sels fondus contenant de l'uranium et du plutonium, il est possible d'éliminer l'essentiel de l'uranium sous forme d'UF6 par fluoration car ce dernier est plus stable à haute température et seule une faible fraction de plutonium est perdue sous forme de PuF6.

## Sécurité
L'hexafluorure de plutonium agit principalement de trois façons sur le corps humain :
- c'est une substance très agressive qui attaque tous les tissus. Lors du contact du gaz avec des liquides organiques, il forme de l'acide fluorhydrique HF, ce qui provoque des brûlures sur la peau, les muqueuses et les voies respiratoires. L'exposition des humains au gaz agit d'abord sur les yeux et les voies respiratoires et provoque irritation, perte de la vision, toux, hypersialorrhée (production excessive de salive) et expectorations. Une exposition prolongée conduit à une pneumopathie et un œdème aigu du poumon et peut entraîner la mort.
- il est très toxique par inhalation et par ingestion. Il peut également s'accumuler dans le corps humain, ce qui affecte principalement le foie et les reins.
- il est très radioactif.